# Mollisia perparvula
Mollisia perparvula är en svampart som tillhör divisionen sporsäcksvampar, och som först beskrevs av Petter Adolf Karsten, och fick sitt nu gällande namn av Petter Adolf Karsten. Mollisia perparvula ingår i släktet Mollisia, och familjen Dermateaceae. Arten har ej påträffats i Sverige.